# شاميتاب (فلم)
شاميتاب (بالهندية: शमिताभ) (بالإنجليزية: Shamitabh) هو فيلم درامي ساخر هندي باللغة الهندية صدر عام 2015 من تأليف وإخراج آر. بالكي. الفيلم من بطولة دانوش في الدور الرئيسي إلى جانب أميتاب باتشان والنجمة الجديدة أكشارا حسن. الفيلم من إنتاج مشترك بين سونيل لولا، بالكي، راكيش جونجونوالا، آر. كي. داماني، أميتاب باتشان وأبهيشيك باتشان، تحت مظلة شركاتهم الإنتاجية الخاصة. ألّف إيلاياراجا ألبوم الموسيقى التصويرية والموسيقى الخلفية، بينما تولّى بي. سي. سريرام التصوير السينمائي.

## قصة
دانيش، رجل أبكم من إيغاتبوري، كان حلم طفولته أن يصبح ممثلًا في بوليوود، يصل إلى مومباي لتحقيق حلمه. يحاول دخول مدينة السينما، لكن الحراس يوقفونه. يتعدى على المكان ويلتقي بمساعد مخرج، أكشارا باندي، التي تُعجب بأدائه. تتواصل باندي مع مخرج لتطلب منه دورًا في فيلم، لكن المخرج يرفض بعد أن يعلم أن دانيش أبكم.
يذهب دانيش وأكشارا إلى مستشفى متخصص في أمراض الصوت لإجراء فحص طبي له، لكن الأطباء يؤكدون أن أحباله الصوتية مشلولة تمامًا ولا يمكن علاجها. يكشف والد أكشارا عن وجود "تقنية نقل الصوت المباشر" جديدة في فنلندا؛ حيث سيتم تركيب شريحة داخل حنجرة المريض لمساعدته على "التحدث" (عبر صوت مستعار من الشخص الآخر). بعد إجراء هذه العملية في فنلندا، عاد أكشارا ودانيش إلى مومباي وبدأوا البحث عن شخص يتحدث بلسان دانيش دائمًا، عندما صادفا سكيرًا عجوزًا، أميتاب سينها، ملقى على الرصيف. كان أميتاب أيضًا يرغب في أن يصبح ممثلًا لكنه رُفض بسبب صوته.
تواصل دانيش مع المخرج مجددًا، فوافق على إطلاقه هذه المرة، لكنه طلب منه تغيير اسمه. بحث دانيش عن اسم وانتهى الأمر بشاميتاب (كلمة مركبة من "دانيش" و"أميتاب")، مُنسبًا الفضل للشخص الذي منحه صوته. صنع دانيش فيلمين وأصبح ممثلًا ناجحًا، لكن أميتاب أدرك أن ذلك كان بفضله فقط، وبدأت مشكلة غرور بينهما.
وصل دانيش إلى لندن لإلقاء خطاب، فأدى أميتاب صوته نيابةً عنه، لكن دانيش عامله كخادم. ثمل أميتاب لاحقًا وأُلقي القبض عليه بعد اعتدائه على ضابط شرطة، لكن دانيش دفع له الكفالة. عندما عاد الثنائي إلى مومباي، سأل الصحفيون دانيش إن كان يعتذر عن الحادثة. طلب دانيش من أميتاب أن يقول إنه يعتذر من خادمه، من جانبه. بدلًا من ذلك، أجبره أميتاب بخبث على الرد بالنفي، مما أثار غضب دانيش. انفصل الثنائي؛ لعب دانيش دور شخص أبكم في فيلمه التالي، بينما قام أميتاب بدبلجة ممثل آخر في فيلم آخر. فشل كلا الفيلمين.
أكشارا تُدرك أميتاب ودانيش أنهما لا شيء بدون بعضهما البعض، وتجمعهما معًا في فيلم بعنوان "آسف"، الذي تُخرجه. في هذه الأثناء، يُعرب أكشارا ودانيش عن إعجابهما ببعضهما. بينما كان أميتاب ودانيش في طريقهما إلى مكان المؤتمر الصحفي لفيلم "آسف"، وقع حادث سيارة؛ قُتل دانيش بينما تضررت حنجرته، مما جعله أبكم.
بعد فترة، تجول أميتاب حول قبر دانيش حاملًا نص فيلم "آسف"، متخيلًا أن دانيش لا يزال على قيد الحياة ويتدرب على أدواره في الفيلم.

## وصلات خارجية
- مقالات تستعمل روابط فنية بلا صلة مع ويكي بيانات